# Douglas SBD-2 Dauntless BuNo 2106

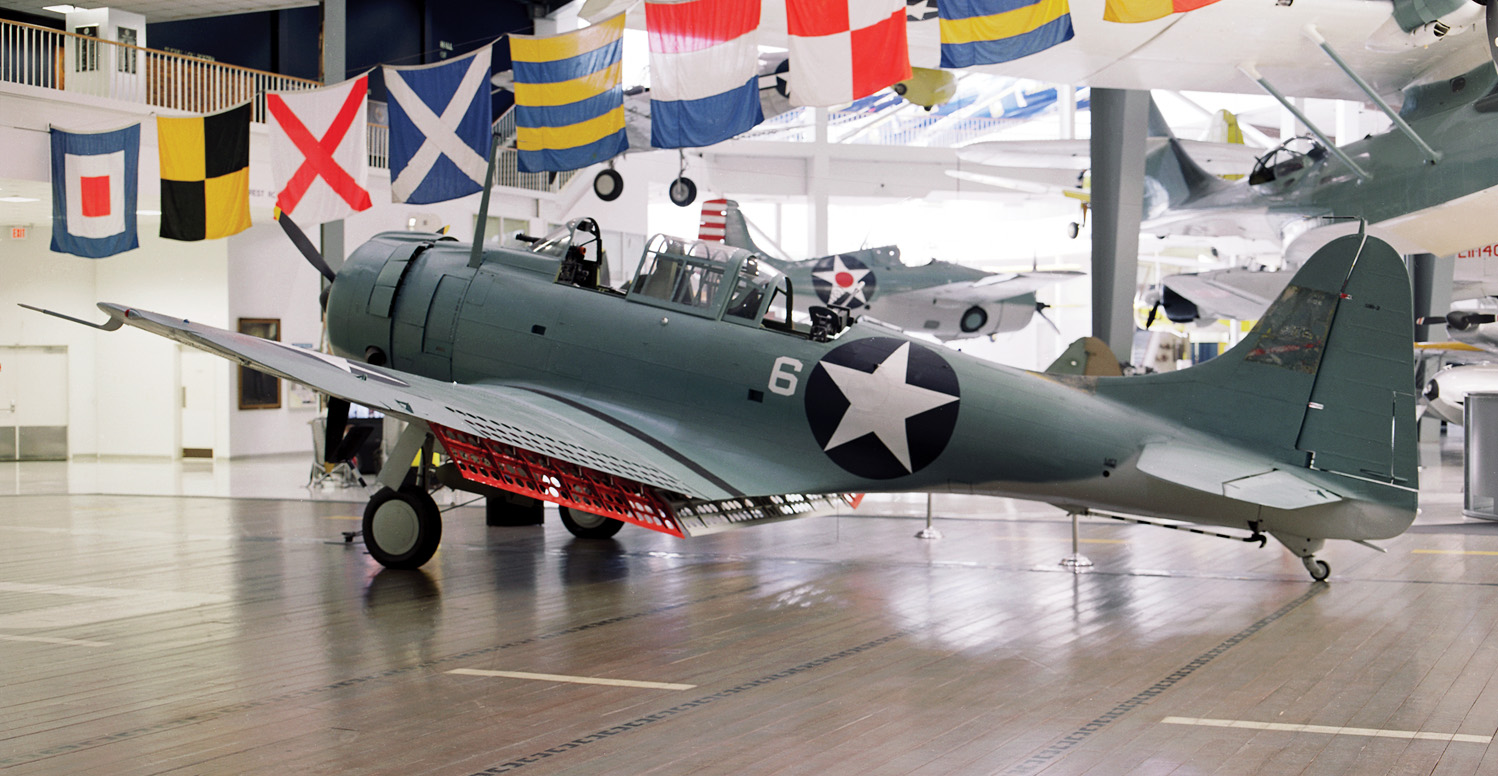
Douglas SBD-2 Dauntless BuNo 2106 w National Naval Aviation Museum

Douglas SBD-2 Dauntless BuNo 2106 – oznaczony numerem BuNo 2106 amerykański pokładowy bombowiec nurkujący Douglas SBD-2 Dauntless, jedyny znany ocalały do dziś samolot który wziął udział w bitwie pod Midway. Służył początkowo w eskadrze VB-2 lotniskowca USS „Lexington” (CV-2), a po wyposażeniu tego okrętu w nowsze bombowce SBD-3, w eskadrze VMSB-241 Korpusu Piechoty Morskiej na Midway.

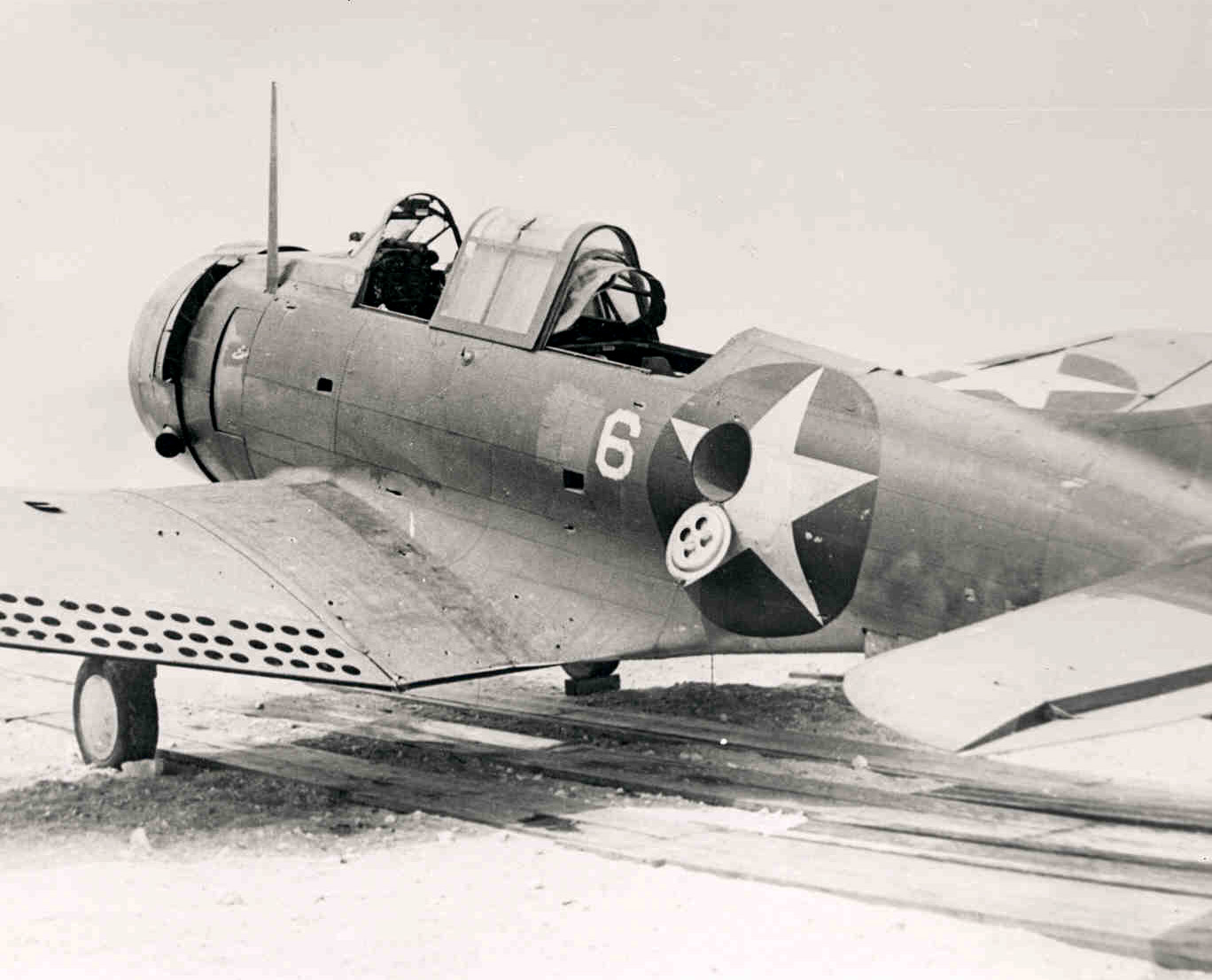
BuNo 2106 4 czerwca 1942 roku przed atakiem VMSB-241 na japońskie lotniskowce podczas bitwy pod Midway

W 1941 roku BuNo 2106 wziął wraz ze swoją eskadrą VB-2 udział w wielkich manewrach wojsk lądowych „Louisiana Maneuvers”. Pod koniec tego roku, po wyładowaniu na brzeg eskadry VB-2 z lotniskowca, który pod koniec listopada udał się na Midway w celu dostarczenia tam samolotów dla Korpusu Piechoty Morskiej, 7 grudnia 1941 roku przetrwał japoński atak na Pearl Harbor, znajdując się w czasie ataku na lotnisku Ewa Plain na wyspie Oʻahu. W trakcie ostrzału lotniska przez japońskie myśliwce pokładowe, ostrzeliwał japońskie samoloty z karabinu tylnego strzelca. Samolot nie odniósł wówczas większych uszkodzeń. Mimo to Bu 2106 nie wziął udziału w rajdzie Task Force 17 adm. Franka Fletchera na Morze Koralowe, gdyż bombowce nurkujące SBD-2 zostały do kwietnia 1942 roku zastąpione na pokładzie „Lexingtona” przez maszyny nowszej wersji SBD-3. 2106 został wówczas przeniesiony z VB-2 do Carrier Aircraft Service Unit (CASU) 1 po czym do eskadry VB-3, w maju 1942 roku ostatecznie do Drugiego Skrzydła Lotniczego Piechoty Morskiej. Jako 1 z 19 samolotów SBD-2 został wówczas wysłany na Midway na pokładzie transportowca samolotów USS Kitty Hawk (AVP-1), gdzie wszedł w skład VMSB-241.
4 czerwca 1942 roku, w grupie szesnastu maszyn Piechoty Morskiej tworzących eskadrę VMSB-241, samolot wykonał atak na jeden z japońskich lotniskowców, jednak zrzucona z niego z wysokości 300 stóp (90 metrów) bomba nie trafiła celu. W trakcie lotu nurkowego, ostrzeliwany był zarówno z okrętów przeciwnika, jak i z tylnej półsfery przez podążające za nim w locie nurkowym dwa japońskie myśliwce Mitsubishi A6M Zero. Po wyjściu z lotu nurkowego, do ataku na 2106 przyłączyły się dwa kolejne japońskie samoloty myśliwskie. Mimo otrzymania ponad 200 trafień, BuNo 2106 był jedną z 8 maszyn eskadry VMSB-241, które zdołały powrócić na Midway. Samolot został poważnie uszkodzony, w tym uszkodzone zostało jego podwozie, toteż pilot otrzymał radiowe polecenie wodowania maszyny. Z uwagi jednak na ciężkie rany jakie odniósł strzelec pokładowy, wobec niemożliwości uratowania go w przypadku wodowania w morzu, pilot zdecydował się na lądowanie bez podwozia na lądzie, co umożliwiło ocalenie życia członka załogi.
Bitwa pod Midway była ostatnią operacją bojową, w której wziął udział 2106. Został po niej skierowany na Wielkie Jeziora, gdzie brał następnie udział w szkoleniu pilotów samolotów pokładowych.
11 czerwca 1943 roku podczas lądowania na lotniskowcu szkolnym USS "Sable" (IX-81) wodował na jeziorze Michigan i zatonął. W 1994 roku został wydobyty z dnia i, po odrestaurowaniu, od 2001 roku prezentowany jest w ekspozycji National Naval Aviation Museum.